# 大西洋沿岸森林

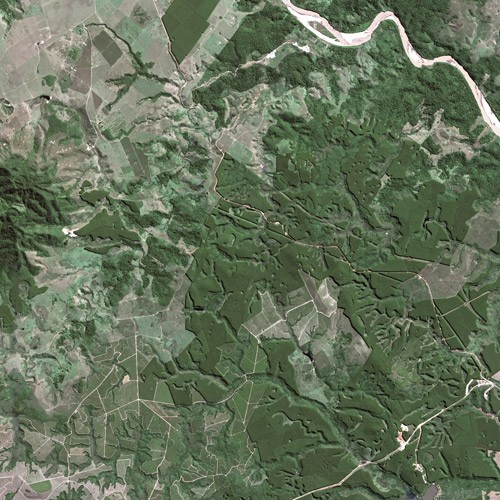
SPOT卫星拍摄的大西洋沿岸热带雨林

16°30′S 39°15′W / 16.500°S 39.250°W
大西洋沿岸森林 （葡萄牙語：Mata Atlântica）是一片涵盖热带亚热带湿润阔叶林、热带亚热带干旱阔叶林、熱帶亞熱帶草地、稀樹草原和疏灌叢和红树林于一体的热带雨林保护区，位于巴西大西洋沿岸，最北到达北里约格朗德州，最南到达南里奥格兰德州。其中的部分热带雨林保护区被列入世界遗产。

## 地理
大西洋沿岸热带雨林和其他的一些热带雨林相比是不同寻常的，因为它的范围已经高达南纬24°。这一地区形成热带雨林的原因是信风造成的，它使该地区的降水遍及整个冬季。实际上在巴西东北部地区，南半球正直冬季的5月到8月的降水量比其他月份还要多。

## 生物

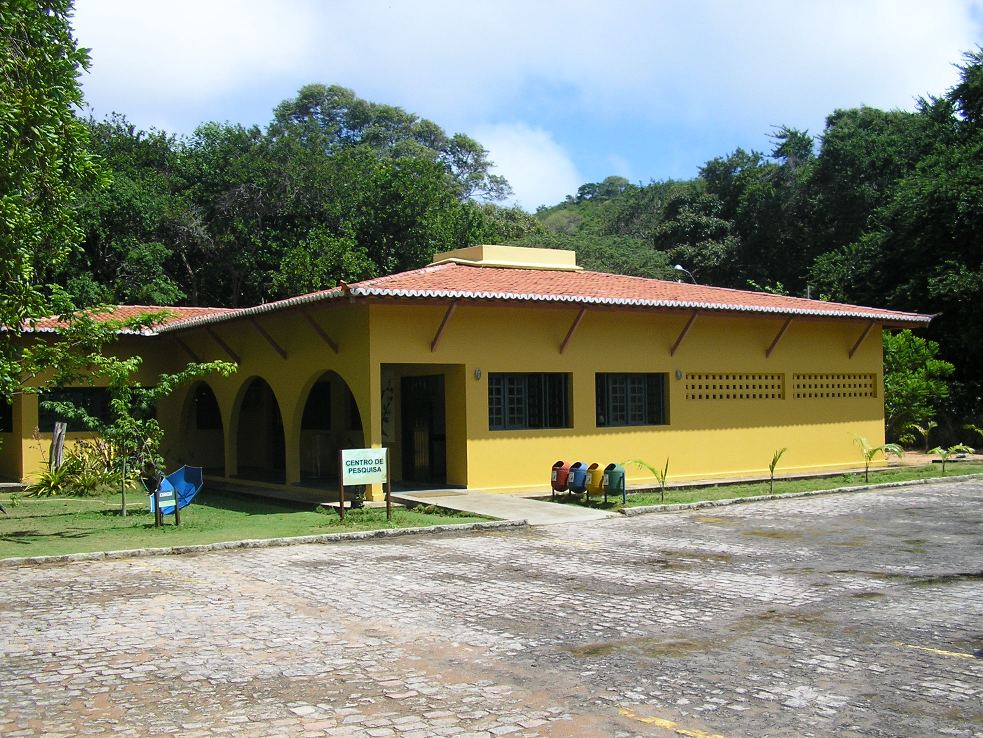
巴西最大的沿海热带雨林保护区之一：位于北里约格朗德的杜纳斯公园。

亚马孙研究所在巴西东北部的伯南布哥州开展大量植树造林的工作，乔安·米朗诺斯和乔安妮·斯坦朗尼福计划从格拉瓦塔开始，在山上种植5,500棵树。